# Zwitserse parlementsverkiezingen 2003

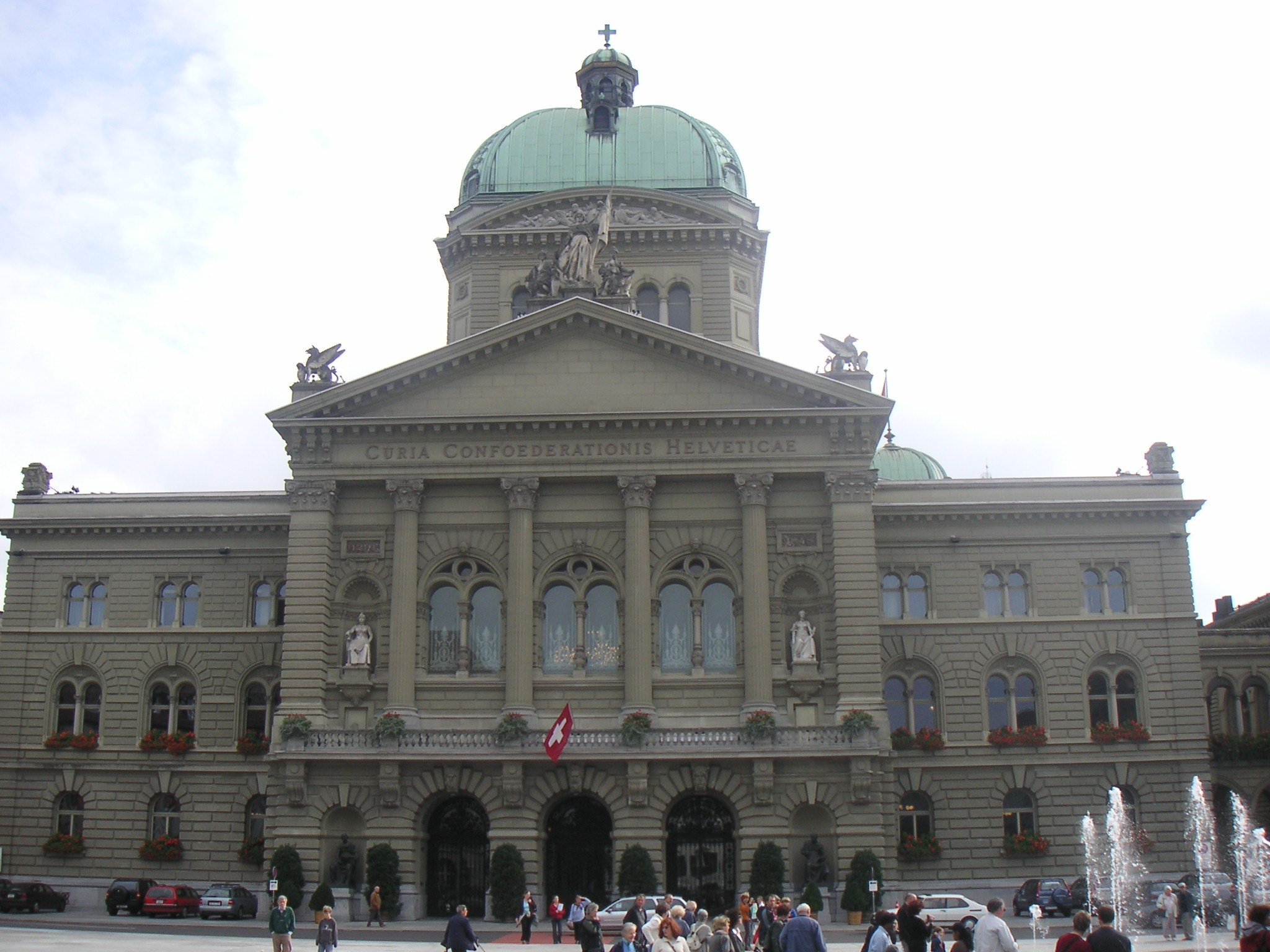
Zwitserse parlement en regeringszetel

Bij de Zwitserse parlementsverkiezingen 2003 op 19 oktober 2003 werd gestemd voor de 200 zetels van de Bondsvergadering.
Grote winnaar van die verkiezingen was de rechtse anti-Europa- en anti-immigrantiepartij Zwitserse Volkspartij (SVP) die van 44 zetels (1999) in de Nationale Raad naar 55 zetels ging en van 7 zetels (1999) in de Kantonsraad naar 8 zetels ging. Ook de (centrum-)linkse Sociaaldemocratische Partij van Zwitserland (SP) en de Groene Partij van Zwitserland (GPS) gingen vooruit. Grote verliezers waren de centrumpartijen Vrijzinnig Democratische Partij (FDP) en de Christendemocratische Volkspartij (CVP). De CVP deed het het slechtst en ging van 43 (1999) naar 36 zetels in de Nationale Raad. In de Stendenraad behield de CVP echter de 15 zetels die het in 1999 veroverde. Gezien het verlies van de FDP in de Kantonsraad werd de CVP de grootste in deze kamer.

## Uitslagen
Nationale Raad
| Partij | Partij                                      | Duitse/Franse/Italiaanse/Retoromaanse naam | %     | Zetels   |
|        | Zwitserse Volkspartij                       | Sweizerische Volkspartei Union Démocratique du Centre Unione Democratica di Centro Partida Populara Svizra                                               | 26,6% | 55 (+11) |
|        | Sociaaldemocratische Partij van Zwitserland | Sozialdemokratische Partei der Schweiz Parti Socialiste Suisse Partito Socialista Svizzero Partida Socialdemocrata da la Svizra                          | 23,4% | 52 (+1)  |
|        | Vrijzinnig Democratische Partij             | Freisinnig Demokratische Partei der Schweiz Parti Radical-Démocratique Partito Liberale Radicale Svizzero Partida Liberaldemocrata Svizra                | 17,3% | 36 (-7)  |
|        | Christendemocratische Volkspartij           | Christlichdemokratische Volkspartei der Schweiz Parti Démocrate-Chrétien Suisse Partito Popolare Democratico Svizzero Partida Cristiandemocratica Svizra | 14,4% | 28 (-4)  |
|        | Groene Partij van Zwitserland               | Grüne Partei der Schweiz Les Verts I Verdi — | 7,4%  | 13 (+4)  |
|        | Liberale Partij van Zwitserland             | Liberale Partei der Schweiz Parti Liberal Suisse Partito Liberale Svizzero —                                                                             | 2,2%  | 4 (-2)   |
|        | Evangelische Volkspartij van Zwitserland    | Evangelische Volkspartei der Schweiz Parti Évangélique Suisse Partito Evangelico Svizzero Partida Evangelica da la Svizra                                | 2,3%  | 3 (0)    |
|        | Federaal-Democratische Unie                 | Eidgenössisch-Demokratische Union Union Démocratique Fédérale Unione Democratica Federale —                                                              | 1,3%  | 2 (+1)   |
|        | Zwitserse Partij van de Arbeid              | Partei der Arbeid der Schweiz Parti Suisse du Travail - Parti Ouvrier et Populaire Partito Svizzero del Lavoro Partida Svizra da la Lavur                | 0,7%  | 2 (-1)   |
|        | Zwitserse Democraten                        | Schweizer Demokraten Démocrates Suisses Democratici Svizzeri —                                                                                           | 1,0%  | 1 (0)    |
|        | Alternatieve Kanton Zug                     | Alternative Kanton Zug — | 0,6%  | 1 (+1)   |
|        | SolidaritéS                                 | SolidaritéS Solidarités — | 0,5%  | 1 (+1)   |
|        | Christelijk Sociale Partij van Zwitserland  | Christlichsoziale Partei der Schweiz Parti Chrétien-Social Suisse —                                                                                      | 0,4%  | 1 (0)    |
|        | Liga van Ticino                             | — Lega dei Ticinesi — | 0,4%  | 1 (-1)   |
|        | Vrijheidspartij van Zwitserland             | Freiheits-Partei der Schweiz Parti de la Liberté — | 0,2%  | 0 (0)    |
| Totaal | Totaal                                      | |       | 200      |

Kantonsraad

| Partij | Partij                                      | Duitse/Franse/Italiaanse/Retoromaanse naam | Zetels  |
|        | Christendemocratische Volkspartij           | Christlichdemokratische Volkspartei der Schweiz Parti Démocrate-Chrétien Suisse Partito Popolare Democratico Svizzero Partida Cristiandemocratica Svizra | 15 (0)  |
|        | Vrijzinnig Democratische Partij             | Freisinnig Demokratische Partei der Schweiz Parti Radical-Démocratique Partito Liberale Radicale Svizzero Partida Liberaldemocrata Svizra                | 14 (-4) |
|        | Sociaaldemocratische Partij van Zwitserland | Sozialdemokratische Partei der Schweiz Parti Socialiste Suisse Partito Socialista Svizzero Partida Socialdemocrata da la Svizra                          | 9 (+3)  |
|        | Zwitserse Volkspartij                       | Sweizerische Volkspartei Union Démocratique du Centre Unione Democratica di Centro Partida Populara Svizra                                               | 8 (+1)  |
| Totaal | Totaal                                      | | 46      |